# Zak Starkey
Zak Richard Starkey (Hammersmith, Londres; 13 de septiembre de 1965) es un baterista inglés que toca junto a la banda de rock The Who desde 1996. También trabajó con artistas como Oasis, Johnny Marr, Icicle Works, The Waterboys, ASAP y The Lightning Seeds. Starkey es hijo de Ringo Starr, baterista de The Beatles.

## Biografía
Es hijo del exbaterista de The Beatles Ringo Starr y de Maureen Starkey, su primera esposa.
Starkey recibió su primera batería de su padre, aunque existe una leyenda que dice que la recibió de su ídolo, Keith Moon baterista de The Who. Aun así, Moon le dio a Zak su primer kit profesional —uno utilizado previamente por Moon con los Who— además de algunas lecciones de batería.
A los 8 años, empezó a interesarse en la música. A los 10, empezó a tocar la batería, después de recibir sólo una clase de su padre, quien no quería que siguiera sus pasos. Aunque Ringo siempre reconoció la calidad de su hijo, siempre dijo que prefería verlo "como un doctor o un abogado, pero no como un músico". A los 12 años, Starkey estaba tocando en pubs con una banda llamada The Next.
En 1988, Starkey sustituyó a Chris Sharrock como baterista de "The Icicle Works". Abandonó el grupo en 1989, y no apareció en ninguna grabación, aunque una cara-B editada más adelante contenía una grabación de Starkey.
Zak tocó en Silver and Gold, un álbum en solitario de Adrian Smith, guitarrista de Iron Maiden, en 1989. Actualmente es baterista.

## The Who
En 1996, Starkey dejó su banda Face, para lograr el sueño de su juventud, unirse a The Who. Recibió muy buenas críticas en su papel con los Who debido a una fuerte presencia en la batería que no imita explícitamente a Keith Moon. 
Zak comenzó a tocar para los Who en el Quadrophenia Tour. Townshend y Daltrey constataron que es el mejor baterista que han tenido desde Keith Moon. 
Tocó en un tema del álbum lanzado en 2006, Endless Wire, y en dos nuevas canciones editadas en 2004 en The Who: Then and Now. A pesar de ello, no pudo grabar ni el EP "Wire & Glass" ni el álbum "Endless Wire" ya que estaba de gira con Oasis en el momento de su grabación. Starkey trabajó para los Who en el Tour 2006-2007.
Starkey participó en la mayoría de las grabaciones del álbum WHO de 2019.

## Oasis
Colaboró en la batería con la banda inglesa Oasis en los discos Don’t Believe The Truth y Dig Out Your Soul así como en el Don't Believe the Truth Tour junto a la banda durante 2005/06. También ha colaborado en los vídeos de los sencillos: "Lyla", "The Importance Of Being Idle", los cuales llegaron a ser número uno en ventas en el Reino Unido. Dejó Oasis a finalizar Dig Out Your Soul, y fue reemplazado por Chris Sharrock, sorprendentemente lo reemplazó a él en la banda "The Icicle Works".
- Datos: Q144589
- Multimedia: Zak Starkey / Q144589